# Akira Matsunaga (1948)
Akira Matsunaga (松永 章, Matsunaga Akira, Shizuoka, 8 augustus 1948) is een Japans voormalig voetballer die als aanvaller speelde.

## Clubcarrière
In 1967 ging Matsunaga naar de Waseda-universiteit, waar hij in het schoolteam voetbalde. Nadat hij in 1971 afstudeerde, ging Matsunaga spelen voor Hitachi. Met deze club werd hij in 1972 kampioen van Japan. Matsunaga veroverde er in 1972 en 1975 de Beker van de keizer in 1976 de JSL Cup. In 12 jaar speelde hij er 176 competitiewedstrijden en scoorde 82 goals. Matsunaga beëindigde zijn spelersloopbaan in 1982.

## Japans voetbalelftal
Akira Matsunaga debuteerde in 1973 in het Japans nationaal elftal en speelde 10 interlands, waarin hij 2 keer scoorde.

## Statistieken
| Japans voetbalelftal | Japans voetbalelftal | Japans voetbalelftal |
| Jaar                 | Wed.                 | Dlp.                 |
| -------------------- | -------------------- | -------------------- |
| 1973                 | 3                    | 0                    |
| 1974                 | 0                    | 0                    |
| 1975                 | 0                    | 0                    |
| 1976                 | 7                    | 2                    |
| Totaal               | 10                   | 2                    |